# دهکده المپیک پاریس

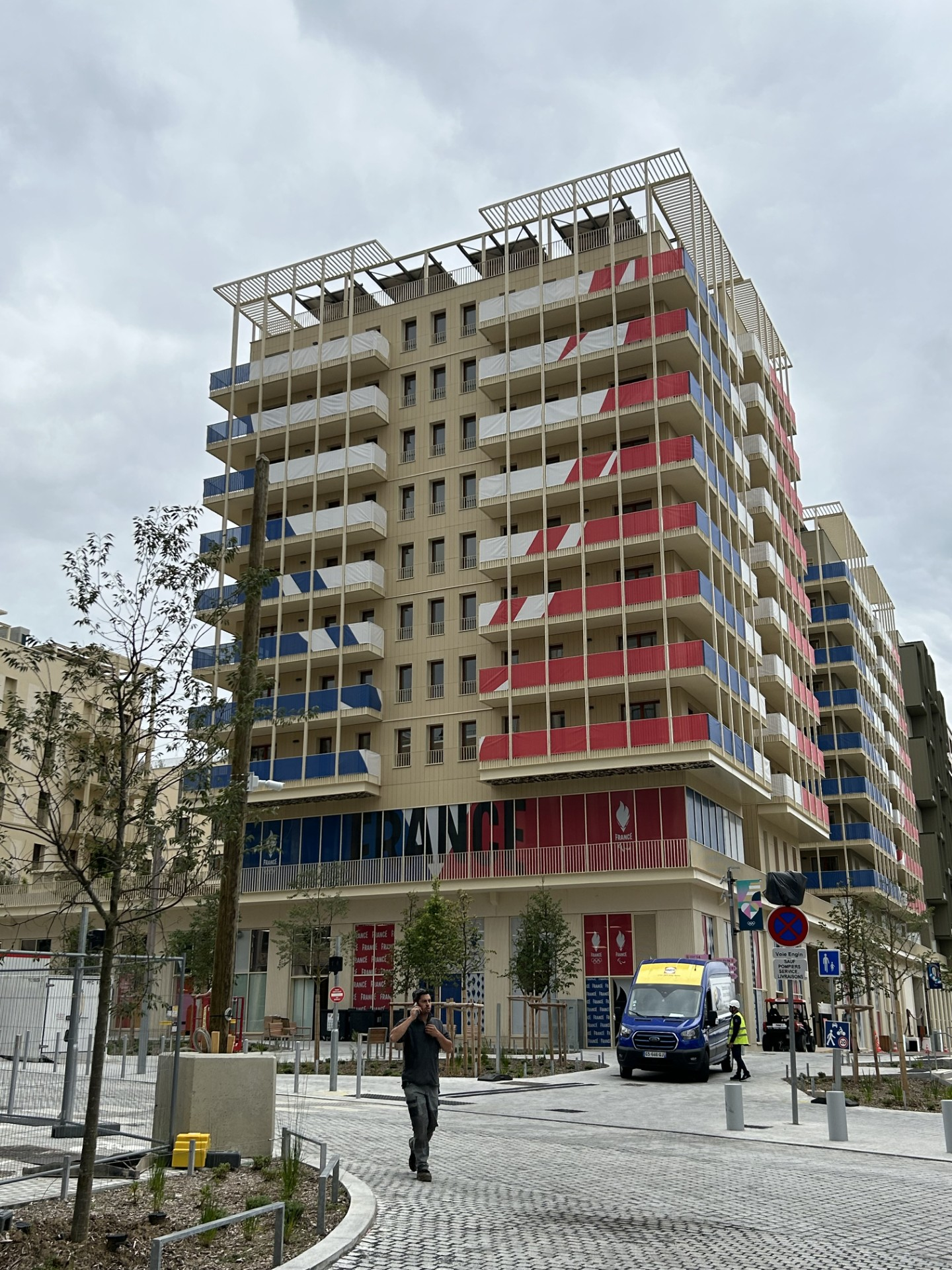
ساختمان دهکده المپیک پاریس - ژوئیه ۲۰۲۴

دهکده المپیک پاریس (انگلیسی: Olympic Village) یک دهکده المپیکی است که در منطقه سن-سن-دنی ایل-دو-فرانس و جهت استفاده در المپیک تابستانی ۲۰۲۴ و پارالمپیک تابستانی ۲۰۲۴ در پاریس ساخته شده است. 
در طراحی این دهکده، از دهکده المپیک بارسلون الهام گرفته شده است.